# (35944) 1999 KT2
1999 KT2 (asteroide 35944) é um asteroide da cintura principal. Possui uma excentricidade de 0.16782100 e uma inclinação de 2.24509º.
Este asteroide foi descoberto no dia 16 de maio de 1999 por Spacewatch em Kitt Peak.